# Veľký Lipník (potok)
Veľký Lipník je potok na území okresu Stará Ľubovňa, je to levostranný přítok Popradu a má délku 16 km. Někdy se také nazývá Litmanovský potok. Na středním toku prořezává bradlové pásmo skupiny tzv.. Litmanovských skalek. Za obcí Litmanová je tok až po ústí chráněným územím (přírodní památka Litmanovský potok). Ochraňuje se koryto horského potoka se zachovaným původním společenstvím ichtyofauny. Na tomto úseku i výrazně meandruje. Na dolním toku byla na bočním rameni vybudována vodní nádrž Vengliska.
Pramen: v Lubovnianské vrchovině na severozápadním úpatí Eliášovky (1 023,4 m n. m.) v nadmořské výšce cca 910 m n. m.
Směr toku: na horním toku na jihojihovýchod, na středním toku se výrazně esovitě stáčí a znovu pokračuje na jihojihovýchod, na dolním toku na krátkém úseku na jihovýchod
Geomorfologické celky: 1.Ľubovnianska vrchovina, 2.Spišsko-šarišské medzihorie, podsestava Ľubovnianska kotlina
Přítoky: zprava Rozdiel, zleva od Eliášovky (1 023,4 m n. m.) a od Medvedelice (887,9 m n. m.)
Ústí: do Popradu na západním okraji města Stará Ľubovňa v nadmořské výšce kolem 522 m n. m.
Obce: Litmanová, okraj města Stará Ľubovňa